# كليمنت ليرد برومباف
كليمنت ليرد برومباف هو محامي وسياسي أمريكي، ولد في 28 فبراير 1863 في مقاطعة دارك في الولايات المتحدة، وتوفي في 28 سبتمبر 1921 في كولومبوس في الولايات المتحدة. نشط حزبياً في الحزب الديمقراطي. وقد انتخب عضو مجلس نواب أوهايو ‏ وانتخب عضو مجلس النواب الأمريكي ‏.